# Sileț, Tîsmenîțea
Sileț (în ucraineană Сілець) este o comună în raionul Tîsmenîțea, regiunea Ivano-Frankivsk, Ucraina, formată numai din satul de reședință.

## Demografie
Componența lingvistică a comunei Sileț
     Ucraineană (99,7%)
     Alte limbi (0,3%)
Conform recensământului din 2001, majoritatea populației comunei Sileț era vorbitoare de ucraineană (99,7%), existând în minoritate și vorbitori de alte limbi.